# Conclave de 1304–1305

Brasão papal de Sua Santidade o Papa Clemente V

O conclave papal ocorrido entre 10 ou 17 de julho de 1304 a 5 de junho de 1305 resultou na eleição do arcebispo Raymond Bertrand de Got como Papa Clemente V depois da morte do Papa Bento XI. Foi o último conclave antes do chamado Papado de Avinhão.

## Cardeais eleitores
Participaram do conclave 15 dos 19 cardeais que compunham o Colégio dos Cardeais. Exatamente 10 desses constituíam o mínimo dos dois terços necessários que votaram a favor de Bertrand de Got, que se tornou Clemente V. Dois outros cardeais, Giacomo e Pietro Colonna, foram depostos pelo Papa Bonifácio VIII e foram portanto excluídos dos procedimentos eleitorais, sendo restituídos no Colégio dos Cardeais posteriormente, por Clemente V.

### Cardeais presentes
| Criado por                  | Cardeais | Por Cento |
| --------------------------- | -------- | --------- |
| Papa Urbano IV (UIV)        | 01       | 5,26 %    |
| Papa Honório IV (HIV)       | 01       | 5,26 %    |
| Papa Nicolau IV (NIV)       | 01       | 5,26 %    |
| Papa Celestino V (CV)       | 04       | 21,05 %   |
| Papa Bonifácio VIII (BVIII) | 010      | 52,63 %   |
| Papa Bento XI (BXI)         | 02       | 10,53 %   |
| Total                       | 19       | 100 %     |

1. Giovanni Boccamazza (HIV)
2. Teodorico Ranieri (BVIII)
3. Leonardo Patrasso (BVIII)
4. Pedro Rodríguez (BVIII)
5. Giovanni Minio da Morrovalle, O.F.M. (BVIII)
6. Niccolò Albertini, O.P. (BXI)
7. Robert de Pontigny, O.Cist. (CV)
8. Gentile Partino, O.F.M. (BVIII)
9. Walter Winterburn, O.P. (BXI)
10. Napoleone Orsini Frangipani (NIV)
11. Landolfo Brancaccio (CV)
12. Guglielmo de Longhi (CV)
13. Francesco Napoleone Orsini (BVIII)
14. Francesco Caetani (BVIII)
15. Luca Fieschi (BVIII)

### Ausentes
1. Jean Le Moine (CV)
2. Matteo Orsini Rosso, protodiácono. (UIV)
3. Giacomo Gaetani Stefaneschi (BVIII)
4. Riccardo Petroni (BVIII)

## O Conclave

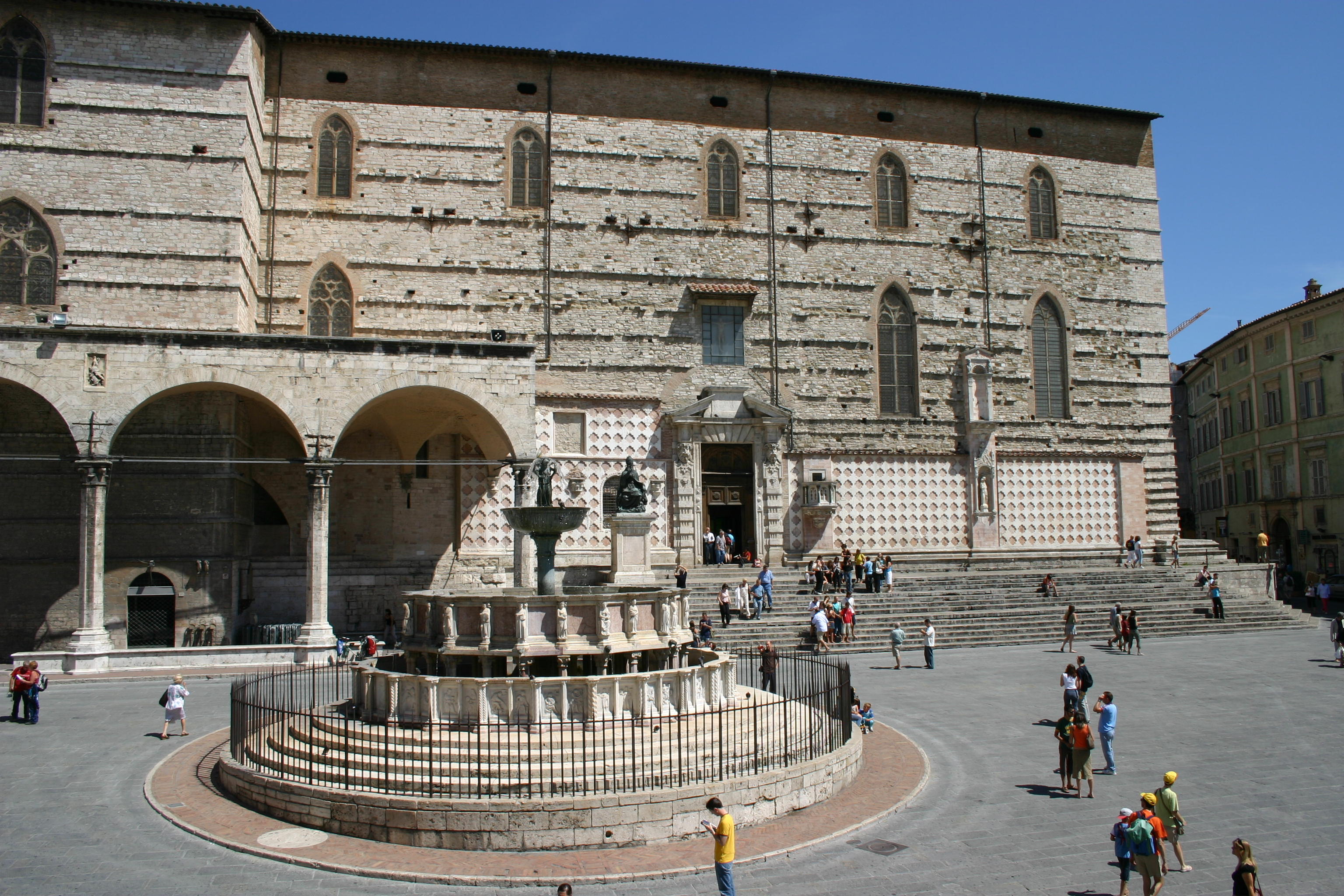
Catedral de Perúgia, lugar da eleição.

O Colégio dos Cardeais se dividiu em duas facções: os pró-franceses e os opositores à França ("Bonifacianos"). O menor deles era o partido pró-francês que contava com seis cardeais, sob a direção dos prelados Napoleone Orsini Frangipani e Niccolò Albertini. Eles buscavam a reconciliação entre França e os Colonna. O partido maior, o anti-francês, encabeçado pelos cardeais Matteo Orsini Rosso e Francesco Caetani, o cardeal-sobrinho do Papa Bonifácio VIII, exigiu expiação pelo ultraje cometido na pessoa de Bonifácio VIII pelo chanceler francês Guillaume de Nogaret em Anagni e rechaçou qualquer concessão a Filipe IV da França. Eles contavam com 10 eleitores.
No começo do conclave os cardeais arbitrariamente decidiram anular as regras mais restritivas da Constituição Ubi periculum sobre o conclave, o que permitiu prolongar o processo. Durante os primeiros meses do conclave, ambos os partidos votaram por seus líderes: Matteo Orsini e Napoleone Orsini. Mas o velho Matteo Orsini (74 anos) adoeceu e não pode seguir tomando parte ativa no conclave. A falta de uma liderança efetiva com o tempo levou à divisão no partido anti-francês. Alguns de seus membros, em busca de um compromisso, propuseram ao arcebispo Raymond Bertrand de Got de Bordeaux. Napoleone Orsini inicialmente era cético acerca desta candidatura, mas a aceitou posteriormente. Sua opinião foi decisiva para o resultado, devido a uma aliança do partido pró-francês com os "dissidentes Bonifacianos", o que deu exatamente a maioria necessária de dois terços. Em 5 de junho de 1305, depois de 11 meses de deliberações, Bertrand de Got foi eleito para o papado.
No momento de sua eleição, De Got era arcebispo de Bordeaux e era um amigo de infância de Filipe IV da França.

## Consequências

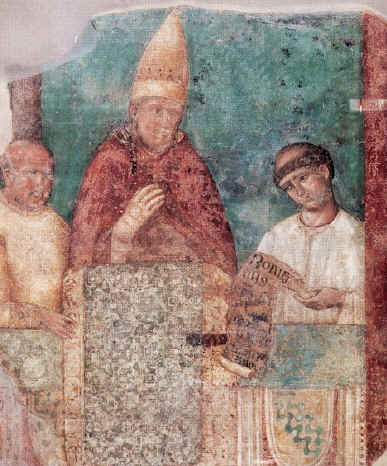
Papa Bonifácio VIII.

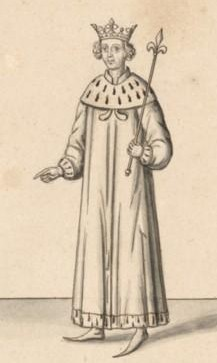
Filipe IV da França.

Os cardeais pediram a De Got para unir-se a eles em Perúgia e posteriormente viajar a Roma para sua coroação pontifícia. Mas Clemente V ordenou viajar a Lyon para sua coroação em 4 de novembro de 1305, na que Filipe IV estava presente. Durante a procissão pública ocorrida, o colapso de um muro feriu a Clemente V e matou o seu irmão e ao velho cardeal Matteo Orsini Rosso (participante de doze conclaves). No dia seguinte, outro irmão de Clemente V morreu em uma disputa entre seus servos e os criados do Colégio Cardinalício.
Filipe IV de imediato exigiu de Clemente V que a memória do Papa Bonifácio VIII fosse condenada, que seu nome fosse apagado da lista dos papas, que seus ossos fossem desenterrados e queimados, que suas cinzas fossem jogadas ao vento e que fosse declarado blasfemo, herege e imoral. Clemente V ganhou tempo como uma ação sem rechaçar explicitamente e, no entanto, fez várias concessões importantes a Filipe IV: estendeu a absolvição concedida por Bento XI, criou nove cardeais franceses (entre cardeais da coroa e cardeais sobrinhos), restaurou o cardinalato de Giacomo e Pietro Colonna (que tinham sido excluídos por Bonifácio VIII), deu a Filipe IV um título de cinco anos a uma variedade de propriedades da igreja, retirou a bula papal Clericis Laicos (1296) e limitou a bula Unam Sanctam (1302), outorgou alguns ingressos da igreja a Carlos de Valois, pretendente ao trono bizantino e fez concessões para o enfraquecimento dos Cavaleiros Templários. Todavia, Filipe IV queria ver um processo similar ao Sínodo do Cadáver, o qual queria iniciar contra Bonifácio VIII, que Clemente V cedeu no estabelecimento do Concílio de Vienne, em 2 de fevereiro de 1309; mas, como o processo se mostrou demorado e provavelmente favorável ao Pontífice falecido, Filipe IV o cancelou em fevereiro de 1311.
Entre 1305 e 1309, Clemente V transladou sua sé papal por Bordeaux, Toulouse e Poitiers, antes de tomar sua residência como hóspede no mosteiro dominicano de Avinhão. Clemente V tomou a decisão de transladar o papado para a França, sendo um dos temas mais debatidos no conclave papal de 1314-1316 depois de sua morte, durante o qual a minoria de cardeais italianos eram incapazes de desenhar o regresso do papado a Roma. Avinhão seguia sendo um território de Nápoles até que o Papa Clemente VI a comprou de Joana I de Nápoles por 80.000 florins de ouro em 1348.